# 13 (број)
13 је природни, прост број који се налази након 12 и пре 14. Он је седми број Фибоночијеве секвенце.
Петак тринаести се сматра несрећним даном, а сам број 13 се често сматра несрећним бројем, због чега страх од броја тринаест постоји као посебан појам.

## У религији

### Хиндуизам
На тринаести дан смрти се организује гозба за лакши одлазак душа са овог света.

### Хришћанство
На Тајној вечери је било 13 људи. Апостола је било 13 (12 ученика и Свети Павле).

### Јудаизам
Дечак са 13 се сматра зрелим и постаје Бар мицва.